# Arturs Krišjānis Kariņš
Arturs Krišjānis Kariņš (* 13. prosince 1964 Wilmington) je lotyšský politik.

## Život
Narodil se v USA v rodině lotyšských emigrantů, kteří do USA odešli během druhé světové války. V roce 1996 vystudoval lingvistiku na Pensylvánské univerzitě. Pak odešel do Lotyšska (už od svých necelých dvaceti let pravidelně navštěvoval sovětské Lotyšsko), kde založil firmu Lāču ledus zabývající se výrobou a distribucí mražených potravin. V roce 2002 spoluzakládal politickou stranu Jaunais laiks (Nový čas). V letech 2002–2004 působil v parlamentu a 2004–2006 byl ministrem hospodářství ve vládě Aigarse Kalvītise. V roce 2009 se stal poslancem Evropského parlamentu, kde působil ve Výboru pro průmysl, výzkum a energetiku a později ve Výboru pro hospodářské a měnové záležitosti jako člen Evropské lidové strany. Znovuzvolen byl v roce 2014. V lotyšských parlamentních volbách v roce 2018 byl kandidátem na premiéra za stranu Jednota. Po těchto volbách došlo k patové situaci, kdy po dvou pokusech nikdo nesestavil vládu a 23. ledna 2019 byl ve funkci premiéra parlamentem schválen Arturs Kariņš.